# Karinthi Ada
Erdei Viktorné Karinthi Ada Noémi, született Karinthi Etelka, később Karinthi Adél Jusztina, névváltozat: Karinthy E. Ada (Budapest, 1880. október 20. – Budapest, Józsefváros, 1955. május 31.) tanítónő, festő és illusztrátor. Karinthy Frigyes író nővére, Erdei Viktor festő felesége.

## Pályafutása
Karinthi József Ernő és Engel Karolina Szeréna leánya. A nagybányai szabadiskolában tanult 1906 és 1912 között. Kiállított a Nemzeti Szalonban (1914, 1916, 1917), továbbá a Műcsarnok 1916/17-iki téli kiállításán, főleg vízfestményeket. Iparművészeti munkákat és könyvillusztrációkat is készített. 1908. június 14-én Budapesten házasságot kötött Erdei Viktor felekezeten kívül álló festővel. A házasságuk 1922-ben felbontatott, ám 1924. június 21-én Budapesten ismét házasságot kötöttek. Halálát szívizomelfajulás, tüdőgyulladás okozta.